# Esperimenti di Vipeholm
Per esperimenti di Vipeholm (chiamati anche Vipeholmtofee, Vipeholms-kolorna, o Vipan-kolorna) si intende un noto programma di ricerca condotto su malati mentali del manicomio di Vipeholm a Lund in Svezia, tra gli anni 1945 e 1955. In seguito, questi esperimenti furono oggetto di una profonda discussione etica in relazione alle modalità in cui furono condotti.
La ricerca prevedeva la somministrazione di grandi quantità di sostanze zuccherine e carboidrati e fu sponsorizzata dall'Associazione Medici Dentisti ed Industrie Dolciarie. Il suo scopo era quello di debellare la carie dentaria che, negli anni quaranta, in Svezia rappresentava un serio problema. Il manicomio fu ritenuto un ambiente ideale, in quanto i pazienti potevano essere seguiti personalmente e costantemente al fine di monitorare l'andamento dell'esperimento. Oltre alle sostanze zuccherine e carboidrati, alcuni pazienti furono alimentati per quattro anni anche con una speciale sostanza biancastra gelatinosa, nota come Vipeholmtoffe (in italiano mou) e che serviva a coprire i denti per evidenziarne gli effetti della carie. Relativamente a questa dieta, i ricercatori ottennero il benestare dell'Istituto di Medicina e tali esperimenti furono eseguiti senza che vi fosse il consenso dei pazienti, né quello dei loro congiunti.
Al termine dello studio si poté constatare che i denti dei pazienti, di ambo i sessi, erano stati oggetto di una ventina di diversi tipi di carie.
Un rapporto del 1952 riportava al riguardo: "Questo Toffee (o mou), non era assolutamente paragonabile con i dolciumi allora in commercio, in quanto attaccandosi ai denti, creava reazioni dolorose ai pazienti stessi".
I vari dibattiti che seguirono portarono ad una migliore comprensione riguardo alla correlazione tra le sostanze zuccherine e la carie, nonché della necessità di un cambiamento di metodo nell'igiene dentaria.
Tuttavia, dal risultato di questa ricerca emerse la responsabilità dell'industria dolciaria, che sponsorizzò lo studio con denaro e prodotti, per un esperimento condotto violando i diritti etici dei pazienti.